# Economia dei beni culturali
L'economia dei beni culturali (o più genericamente economia della cultura) è un ramo dell'economia che si occupa dell'analisi e della gestione delle componenti economiche relative ai beni culturali ed artistici.
Essa si compone di una branca strettamente analitica e di ricerca (vera e propria teoria dell'economia dell'arte) ed in una parte più operativa definita come management dei beni culturali. Quest'ultima è una forma di gestione aziendale che prevede l'applicazione di tutte le tecniche, le definizioni e le procedure della gestione dei beni produttivi tradizionalmente intesi alla gestione dei beni culturali, sia pur con il necessario adattamento determinato dalla particolare caratteristica dei beni culturali di essere beni di merito (merit goods).